# Kanuri (volk)
De Kanuri, ook wel Kanouri, Beriberi of Kanowri genoemd, zijn een bevolkingsgroep in West- en Centraal-Afrika. De Kanuri leven in de buurt van het Tsjaadmeer, zoals in de staat Borno in het noordoosten van Nigeria, in Niger, in Tsjaad en in Kameroen.

## Etymologie
Kanouri komt van het Arabische woord al'nour (النور), hetgeen verlichting betekent. De Hausa noemen de Kanuri ook wel Beriberis.

## Taal
De Kanuri spreken het Kanuri, een taal die tot de Saharaanse talen behoort. Ongeveer 9,5 miljoen mensen spreken deze taal, waarvan 8,5 miljoen in het noordoosten van Nigeria en 1 miljoen in het zuidoosten van Niger. In beide landen heeft de taal echter geen officiële status.

## Religie
In de 11e eeuw bekeerden de Kanuri zich tot de islam. De islamitische cultuur speelt een belangrijke rol in het dagelijks leven van de Kanuri:  de meeste kinderen krijgen onderwijs in koranscholen en polygamie is wijdverbreid. Bovendien zijn veel leden van de Boko Haram etnische Kanuri, waaronder de voormalige Abubakar Shekau (overleden in 2021).